# Sarriaos

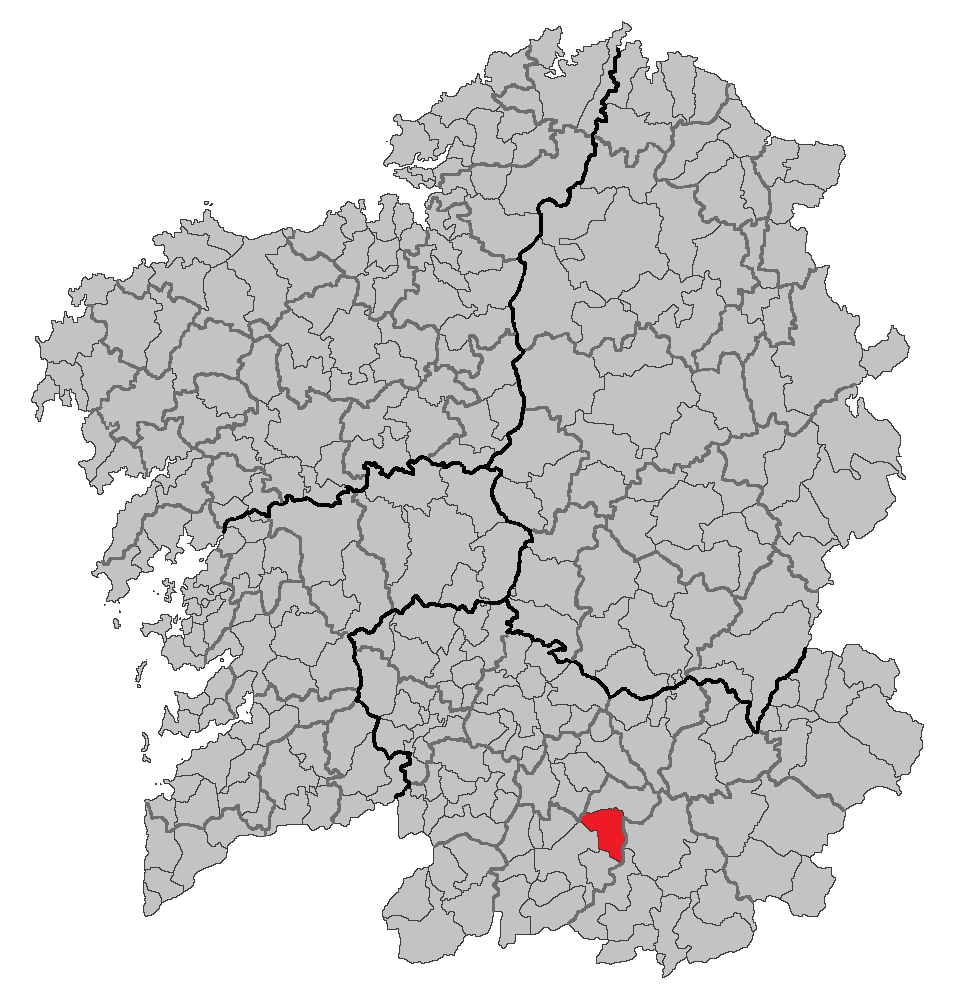
Localização de Sarreaus

Sarriaos (em galego, Sarreaus) é um município da Espanha na província 
de Ourense, 
comunidade autónoma da Galiza, de área 77,29 km² com 
população de 1680 habitantes (2007) e densidade populacional de 23,17 hab/km².

## Demografia
| Variação demográfica do município entre 1991 e 2004 | Variação demográfica do município entre 1991 e 2004 | Variação demográfica do município entre 1991 e 2004 | Variação demográfica do município entre 1991 e 2004 |
| --------------------------------------------------- | --------------------------------------------------- | --------------------------------------------------- | --------------------------------------------------- |
| 1991                                                | 1996                                                | 2001                                                | 2004                                                |
| 2684                                                | 2099                                                | 1789                                                | 1800                                                |